# Ricardo Arias Espinosa
Ricardo Manuel Arias Espinosa (Washington D. C., 5 de abril de 1912 - Panamá, 15 de marzo de 1993) fue un político y empresario panameño que ejerció el cargo de Presidente de Panamá desde el 29 de marzo de 1955 hasta el 1 de octubre de 1956. 
Fue miembro de una prominente familia política; estudió en el Colegio católico La Salle en la Ciudad de Panamá, en la Academia Shenandoah en el Estado de Virginia, en la Academia de Washington y en la Universidad de Georgetown, para culminar estudios en la Universidad Católica de Chile.
Desde 1952 fue segundo vicepresidente de Panamá y sustituyó a José Ramón Guizado, como Presidente Constitucional de Panamá hasta concluir el mandato para el cual había sido elegido el coronel José Antonio Remón Cantera. Concluido su mandato presidencial fue director de diversas compañías privadas.